# O-desmetyltramadol

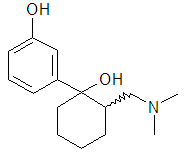
Strukturformel för O-desmetyltramadol.

O-desmetyltramadol (systematiskt namn 3-[2-(1-amino-1-metyletyl)-1-hydroxicyklohexyl]fenol, summaformel C15H23NO2) är en opioid som verkar som analgetikum. Det är den huvudsakliga aktiva metaboliten av tramadol, och produceras i levern efter intag av tramadol.
O-desmetyltramadol har uppmärksammats som ett av de aktiva ämnena i drogen krypton, som under 2010 sattes i sammanhang med flera dödsfall i Sverige. Läkemedelsverket satte därför igång en process för att få O-desmetyltramadol narkotikaklassat i Sverige i början av 2011. Detta beroende på att O-desmetyltramadol, till skillnad från modersubstansen tramadol, vid detta tillfälle inte var narkotikaklassad.